# Nysius helveticus
Nysius helveticus ist eine Wanze aus der Familie der Bodenwanzen (Lygaeidae).

## Merkmale
Die Wanzen werden 4,3 bis 6,0 Millimeter lang. Sie sind anders als die meisten schwer zu bestimmenden Arten der Gattung Nysius anhand ihres langen, blassen Kiels auf dem Schildchen (Scutellum) gut bestimmbar. Ihre Fühler sind schwarz.

## Verbreitung und Lebensraum
Die Art eurosibirisch verbreitet und kommt in ganz Europa, östlich bis Sibirien und über die zentralasiatischen Steppen bis nach China vor. Sie ist in Deutschland und den Nachbarländern sowohl im Tiefland, als auch in den Mittelgebirgen und den Alpen bis 1600 Meter Seehöhe weit verbreitet, aber nur lokal häufig. In Großbritannien ist sie sehr selten und kommt in den Heiden des Flachlandes von Surrey, Hampshire und Dorset vor. In Norddeutschland findet man die Art sowohl in trockenen Sandheiden, als auch in Hochmooren mit Besenheidenbewuchs.

## Lebensweise
Die Tiere leben am Boden, vor allem an Besenheide (Calluna vulgaris), wo sie an den auf den Boden fallenden Samen saugen. Während der Reifezeit der Samen im August und September findet man die Imagines auch auf den Pflanzen. Daneben wird gelegentlich auch an andere Nahrungspflanzen, wie etwa Fingerkräutern (Potentilla) und Korbblütlern (Asteraceae) gesaugt. Die Überwinterung erfolgt im Ei an den Nahrungspflanzen oder in der Bodenstreu darunter. Unter sehr günstigen Bedingungen überwintern auch die Nymphen. Das Auftreten der ersten Imagines im Jahr und die Paarungszeit ist im Juni. Ab August oder September tritt eine zweite Generation auf, deren Eier wiederum überwintern. Die Imagines selbst leben bis in den Oktober.

## Belege